# Weihnachtsoratorium
Weihnachtsoratorium nennt man ein Werk der Kirchenmusik, das die biblische Geschichte der Geburt Jesu (Lk 2 , Mt 2 ) oder andere mit Weihnachten verbundene religiöse Texte in der Art eines Oratoriums musikalisch-dramatisch verarbeitet. Wird schon der Begriff des Oratoriums als musikalischer Gattungsbegriff uneinheitlich verwendet, so gilt dies umso mehr für den Begriff des Weihnachtsoratoriums.
Wie in den Oratorien üblich, handelt es sich um Vertonungen, die für nicht-szenische Aufführungen mehrere Sätze im Wechsel von Chorsätzen, Rezitativen und Arien mit instrumentaler Begleitung zu einem Werk verbinden. Sie können ganz oder auch in Ausschnitten aufgeführt werden oder auch von Predigten unterbrochen werden. Teilweise werden die Begriffe Weihnachtshistorie oder Musikalisches Krippenspiel synonym gebraucht. Die Übergänge zur Weihnachtskantate sind fließend.

## Verbreitung
In der Fachliteratur wird deutlich, dass der Begriff stark geprägt ist vom Weihnachtsoratorium von Johann Sebastian Bach. Über 80 Prozent der Fachliteratur zum Stichwort „Weihnachtsoratorium“ bezieht sich auf dieses Werk.
Zu den bekannteren früheren Werken gehört die Historia der Geburt Christi von Heinrich Schütz, die ebenfalls als Weihnachtsoratorium bezeichnet wird. Die Form wurde auch im 19. und 20. Jahrhundert weiter kompositorisch genutzt und aufgeführt. Zu den bekannteren Werken gehört hier das Oratorio de Noël von Camille Saint-Saëns.
Unter anderem sind von folgenden Komponisten Weihnachtshistorien und -oratorien überliefert:
| Komponist / Autor               | Werk | Jahr           |
| ------------------------------- | --- | -------------- |
| Thomas Tallis                   | Missa, Puer natus est nobis                                                                                  | 1554           |
| Rogier Michael                  | Historia von der Geburt unsers Herren Jesu Christi: Weihnachtsgeschichte                                     | 1602           |
| Thomas Selle                    | Es begab sich aber zu der Zeit op. 10                                                                        |                |
| Heinrich Schütz                 | Historia der Geburt Christi                                                                                  | 1660           |
| Marc-Antoine Charpentier        | Pastorale sur la naissance de N.S. Jésus-Christ                                                              | 1670 (ca.)     |
| Johann Schelle                  | Actus Musicus auf Weyh-Nachten                                                                               | 1683           |
| Arnold Matthias Brunckhorst     | Die Weihnachtsgeschichte                                                                                     | um 1710        |
| Johann Mattheson                | Mehrere Werke werden als „Weihnachts-Oratorium“ bezeichnet, darunter Die heilsame Geburt und Das größte Kind | 1715 bzw. 1720 |
| Johann Sebastian Bach           | Weihnachtsoratorium, das bekannteste Weihnachtsoratorium                                                     | 1734           |
| Gottfried Heinrich Stölzel      | Weihnachtsoratorium                                                                                          | 1728           |
| Johann Christoph Friedrich Bach | Die Hirten bei der Krippe Jesu verschollen                                                                   | bis 1773       |
| Georg Gebel d. J.               | Weihnachtsoratorium (HKR 843)                                                                                | 1748           |
| Johann Heinrich Rolle           | Oratorium auf Weihnachten                                                                                    | 1769           |
| Georg Philipp Telemann          | Die Hirten bei der Krippe zu Bethlehem                                                                       | 1759           |
| Gottfried August Homilius       | Die Freude der Hirten über die Geburt Jesu                                                                   |                |
| Carl Heinrich Graun             | Oratorium in Festum Nativitatis Christi                                                                      |                |
| Jakub Jan Ryba                  | Missa solemnis Festis Nativitatis D.J.Ch. accomodata in linguam bohemicum musicam, Böhmische Weihnachtsmesse | 1796           |
| Antonio Casimir Cartellieri     | Per celebrare la festività del Santissimo (auch La celebre Natività del Redentore), Weihnachtsoratorium      | 1806 (Wien)    |
| Hector Berlioz                  | L’enfance du Christ                                                                                          | 1853–1854      |
| Camille Saint-Saëns             | Oratorio de Noël                                                                                             | 1858           |
| Friedrich Nietzsche             | Weihnachtsoratorium                                                                                          | 1860–1861      |
| Franz Liszt                     | als erster Teil des Christus-Oratoriums                                                                      | 1862–1866      |
| Joseph Gabriel Rheinberger      | Der Stern von Bethlehem op. 164, Weihnachtskantate                                                           | 1867?          |
| Heinrich von Herzogenberg       | Die Geburt Christi op. 90, Oratorium                                                                         | 1894           |
| Engelbert Humperdinck           | Bübchens Weihnachtstraum EHWV 136, melodramatisches Krippenspiel                                             | 1906           |
| Richard Wetz                    | Ein Weihnachts-Oratorium auf Alt-Deutsche Gedichte                                                           | 1929           |
| Frank Martin                    | Cantate pour le temps de Noël                                                                                | 1929–1930      |
| Hugo Distler                    | Die Weihnachtsgeschichte op. 10                                                                              | 1933           |
| Benjamin Britten                | A Ceremony of Carols                                                                                         | 1942           |
| Pau Casals                      | El Pessebre                                                                                                  | 1943           |
| Arthur Honegger                 | Une Cantate de Noël                                                                                          | 1953           |
| Wilhelm Hohn                    | |                |
| Giselher Klebe                  | Weihnachtsoratorium                                                                                          | 1989           |
| Matthias Drude                  | Weihnachtsoratorium                                                                                          | 1995–1996      |
| Martín Palmeri                  | Oratorio de Navidad                                                                                          | 2003           |
| Michael Stenov                  | Weihnachtsoratorium op. 11                                                                                   | 2011           |
| Sebastian Paul Rehnert          | Antonio, das Lyrik-Oratorium vom Licht                                                                       | 2022           |
| Claus Woschenko                 | De hillige Nacht. Ein norddeutsches Weihnachtsoratorium in plattdeutscher Sprache Werk 19                    | 2022-2023      |